# Saison 2015-2016 de la PSA
En novembre 2014, l'Association internationale des joueuses de squash (WSA) et l'association professionnelle de squash (PSA) annoncent une fusion historique entre les deux associations. La décision est prise que l'association professionnelle de squash (PSA) sera l'instance de gouvernance unique pour tout le squash à partir du 1er janvier 2015. Le circuit est constitué de trois catégories, World Series, qui disposent des meilleures dotations et attirent les meilleurs joueurs, International et Challenger. En septembre 2015, le circuit féminin adopte la même hauteur de plaque sonore (tin) que pour le circuit masculin (de 19", 48 cm, à 17", 43 cm) afin de favoriser le jeu d'attaque.

## Calendrier
Catégories: tournois International et World Series.

### Légendes
| Championnats du monde |
| World Series          |
| International 100     |
| International 70      |
| International 50      |

### Août
| Tournoi | Date          | Champion                             | Finaliste      | Demi-finalistes                     | Quart de finaliste                                      |
| --- | ------------- | ------------------------------------ | -------------- | ----------------------------------- | ------------------------------------------------------- |
| Open de Colombie 2015 Bogota, Colombie Homme : International 50 50 000 $ - tableau                            | 5–8 août 2015 | Alfredo Ávila 11–9, 8–11, 11–4, 11–8 | Saurav Ghosal  | Miguel Ángel Rodríguez Peter Barker | Borja Golán César Salazar Zahed Mohamed Diego Elías     |
| Australian Open 2015 Melbourne, Australia Homme : International 25 28 750 $ Femme : International 25 25 000 $ | 6–9 août 2015 | Paul Coll 11–7, 5–11, 11–6, 11–5     | Cameron Pilley | Ryan Cuskelly Nasir Iqbal           | Mohd Nafiizwan Adnan Leo Au Rex Hedrick Steven Finitsis |
| Australian Open 2015 Melbourne, Australia Homme : International 25 28 750 $ Femme : International 25 25 000 $ | 6–9 août 2015 | Joelle King 11–5, 11–6, 11–9         | Annie Au       | Rachael Grinham Delia Arnold        | Line Hansen Joshna Chinappa Joey Chan Donna Urquhart    |

### Septembre
| Tournoi | Date                 | Champion                                    | Finaliste          | Demi-finalistes                         | Quart de finaliste                                                 |
| --- | -------------------- | ------------------------------------------- | ------------------ | --------------------------------------- | ------------------------------------------------------------------ |
| Open de Chine 2015 Shanghai, Chine Homme : International 100 100 000 $ - tableau Femme : International 50 58 000 $ - tableau           | 1–6 septembre 2015   | Grégory Gaultier 11–6, 11–2, 11–4           | Marwan El Shorbagy | Omar Mosaad Leo Au                      | Mathieu Castagnet Borja Golán Max Lee Tom Richards                 |
| Open de Chine 2015 Shanghai, Chine Homme : International 100 100 000 $ - tableau Femme : International 50 58 000 $ - tableau           | 1–6 septembre 2015   | Raneem El Weleily 13–11, 11–7, 11–7         | Nouran Gohar       | Camille Serme Amanda Sobhy              | Nicol David Annie Au Sarah-Jane Perry Emma Beddoes                 |
| CCI International JSW Indian Circuit 2015 Bombay, India Homme : International 35 35 000 $ - tableau                                    | 8–13 septembre 2015  | Borja Golán 11–6, 11–4, 10–12, 11–5         | Saurav Ghosal      | Mazen Hesham Shaun Le Roux              | Adrian Waller Omar Abdel Meguid Mohamed Abouelghar Karim Ali Fathi |
| British Grand Prix 2015 Manchester, Angleterre Homme : International 70 70 000 $ - tableau                                             | 9–14 septembre 2015  | Mohamed El Shorbagy 11–7, 12–10, 9–11, 11–6 | Nick Matthew       | Grégory Gaultier Karim Abdel Gawad      | Miguel Á. Rodríguez Peter Barker Daryl Selby James Willstrop       |
| Open de Charlottesville 2015 Charlottesville, États-Unis Homme : International 35 35 000 $ - tableau                                   | 13–19 septembre 2015 | Stephen Coppinger 11–8, 8–11, 11–7, 11–3    | Ryan Cuskelly      | Ali Farag Campbell Grayson              | Karim Abdel Gawad Cameron Pilley Alan Clyne Christopher Gordon     |
| Open de Macao 2015 Macao, Chine Homme : International 50 50 000 $ - tableau Femme : International 50 50 000 $ - tableau                | 15–20 septembre 2015 | Max Lee 11–9, 11–6, 11–0                    | Fares Dessouky     | Tarek Momen Mohd Nafiizwan Adnan        | Omar Mosaad Borja Golán Marwan El Shorbagy Omar Abdel Meguid       |
| Open de Macao 2015 Macao, Chine Homme : International 50 50 000 $ - tableau Femme : International 50 50 000 $ - tableau                | 15–20 septembre 2015 | Laura Massaro 11–8, 11–3, 11–9              | Nouran Gohar       | Alison Waters Annie Au                  | Nour El Tayeb Joelle King Emily Whitlock Donna Urquhart            |
| Kolkata International 2015 Kolkata, India Homme : International 35 35 000 $                                                            | 24–27 septembre 2015 | Saurav Ghosal 11–7, 11–2, 11–7              | Marwan El Shorbagy | Stephen Coppinger Chris Simpson         | Zahed Mohamed Mahesh Mangaonkar Greg Lobban Rex Hedrick            |
| Netsuite Open 2015 San Francisco, États-Unis Homme : International 100 100 000 $ - tableau Femme : International 25 25 000 $ - tableau | 23–29 septembre 2015 | Ramy Ashour 11–7, 9–11, 11–5, 11–4          | Nick Matthew       | Grégory Gaultier Miguel Ángel Rodríguez | Simon Rösner James Willstrop Cameron Pilley Ryan Cuskelly          |
| Netsuite Open 2015 San Francisco, États-Unis Homme : International 100 100 000 $ - tableau Femme : International 25 25 000 $ - tableau | 23–29 septembre 2015 | Amanda Sobhy 11–5, 4–11, 11–5, 12–10        | Sarah-Jane Perry   | Victoria Lust Line Hansen               | Habiba Mohamed Nicolette Fernandes Tesni Evans Olivia Blatchford   |

### Octobre
| Tournoi | Date                         | Champion                                         | Finaliste         | Demi-finalistes                   | Quart de finaliste                                               |
| --- | ---------------------------- | ------------------------------------------------ | ----------------- | --------------------------------- | ---------------------------------------------------------------- |
| Carol Weymuller Open 2015 Brooklyn, États-Unis Femme : International 50 50 000 $ - tableau                              | 1–5 octobre 2015             | Nour El Sherbini 11–5, 11–6, 11–3                | Joelle King       | Raneem El Weleily Joshna Chinappa | Omneya Abdel Kawy Sarah-Jane Perry Salma Hany Joey Chan          |
| CAS International Championship 2015 Islamabad, Pakistan Homme : International 25 25 000 $                               | 3–6 octobre 2015             | Mohamed Abouelghar 7–11, 11–9, 13–11, 6–11, 11–9 | Omar Abdel Meguid | Karim Ali Fathi Nasir Iqbal       | Tayyab Aslam Shehab Essam Farhan Mehboob Israr Ahmed             |
| US Open 2015 Philadelphie, États-Unis Homme : World Series 150 000 $ - tableau Femme : World Series 150 000 $ - tableau | 10–17 octobre 2015           | Grégory Gaultier 11–6, 11–3, 11–5                | Omar Mosaad       | Mohamed El Shorbagy Nick Matthew  | Simon Rösner Mathieu Castagnet Daryl Selby Fares Dessouky        |
| US Open 2015 Philadelphie, États-Unis Homme : World Series 150 000 $ - tableau Femme : World Series 150 000 $ - tableau | 10–17 octobre 2015           | Laura Massaro 11–6, 9–11, 6–11, 11–8, 11–7       | Nour El Tayeb     | Camille Serme Omneya Abdel Kawy   | Raneem El Weleily Nicol David Nour El Sherbini Dipika Pallikal   |
| St George's Hill Open 2015 Weybridge, Angleterre Homme : International 25 25 000 $                                      | 21–24 octobre 2015           | Chris Simpson 11–8, 11–2, 9–11, 11–1             | Daryl Selby       | Tom Richards Lucas Serme          | Charles Sharpes Jens Schoor Kristian Frost George Parker         |
| Bluenose Classic 2015 Halifax, Canada International 35 35 000 $ - tableau                                               | 22–25 octobre 2015           | Ryan Cuskelly 16–14, 11–8, 11–6                  | Karim Abdel Gawad | Marwan El Shorbagy Andrew Schnell | Alister Walker Laurens Jan Anjema Alfredo Ávila Campbell Grayson |
| Qatar Classic 2015 Doha, Qatar Homme : World Series 150 000 $ - tableau Femme : World Series 115 000 $ - tableau        | 31 octobre - 6 novembre 2015 | Mohamed El Shorbagy 11–5, 11–7, 5–11, 12–10      | Grégory Gaultier  | Mazen Hesham Ryan Cuskelly        | Miguel Á. Rodríguez Max Lee Karim Abdel Gawad Ali Farag          |
| Qatar Classic 2015 Doha, Qatar Homme : World Series 150 000 $ - tableau Femme : World Series 115 000 $ - tableau        | 31 octobre - 6 novembre 2015 | Laura Massaro 11–8, 12–14, 11–9, 8–11, 11–9      | Nour El Sherbini  | Nicol David Omneya Abdel Kawy     | Camille Serme Annie Au Nouran Gohar Joshna Chinappa              |

### Novembre
| Tournoi | Date                | Champion                                  | Finaliste          | Demi-finalistes                   | Quart de finaliste                                             |
| --- | ------------------- | ----------------------------------------- | ------------------ | --------------------------------- | -------------------------------------------------------------- |
| President Gold Cup International 2015 Islamabad, Pakistan Homme : International 25 25 000 $                                      | 8–11 novembre 2015  | Nasir Iqbal 11–9, 11–8, 11–5              | Todd Harrity       | Omar Abdel Meguid Karim Ali Fathi | Danish Atlas Khan Tayyab Aslam Farhan Mehboob Ahmad Al-Saraj   |
| Monte-Carlo Squash Classic 2015 Monte Carlo, Monaco Femme : International 35 35 000 $ - tableau                                  | 10–13 novembre 2015 | Jenny Duncalf 11–4, 13–11, 11–9           | Sarah-Jane Perry   | Rachael Grinham Line Hansen       | Emily Whitlock Nicolette Fernandes Tesni Evans Natalie Grinham |
| Championnat du monde masculin de squash 2015 Bellevue (Washington), États-Unis Homme : Championnats du monde 350 000 $ - tableau | 15–22 novembre 2015 | Grégory Gaultier 11–6, 11–7, 12–10        | Omar Mosaad        | Tarek Momen James Willstrop       | Nick Matthew Ramy Ashour Miguel Á Rodríguez Ali Farag          |
| Edmonton Open 2015 Edmonton, Canada International 35 35 000 $ - tableau                                                          | 23–28 novembre 2015 | Karim Abdel Gawad 10–12, 11–6, 11–8, 11–9 | Mohamed Abouelghar | Nicolas Müller César Salazar      | Chris Simpson Diego Elías Alfredo Ávila Laurens Jan Anjema     |

### Décembre
| Tournoi | Date                                                           | Champion                                      | Finaliste      | Demi-finalistes                     | Quart de finaliste                                                |
| --- | -------------------------------------------------------------- | --------------------------------------------- | -------------- | ----------------------------------- | ----------------------------------------------------------------- |
| Hong Kong Open 2015 Hong Kong, Chine Homme : World Series 150 000 $ - tableau Femme : World Series 95 000 $ - tableau | 1–6 décembre 2015                                              | Mohamed El Shorbagy 11–6, 11–8, 11–6          | Cameron Pilley | Nick Matthew Omar Mosaad            | Grégory Gaultier Miguel Á Rodríguez Tarek Momen Mathieu Castagnet |
| Hong Kong Open 2015 Hong Kong, Chine Homme : World Series 150 000 $ - tableau Femme : World Series 95 000 $ - tableau | 1–6 décembre 2015                                              | Nicol David 15–13, 11–9, 11–3                 | Laura Massaro  | Raneem El Weleily Omneya Abdel Kawy | Camille Serme Nouran Gohar Amanda Sobhy Joelle King               |
| Championnat du monde féminin de squash 2015 Kuala Lumpur, Malaisie Femme : Championnats du monde 185 000 $ - tableau  | 25–30 avril 2016 (Initialement prévu pour 13–18 décembre 2015) | Nour El Sherbini 6–11, 4–11, 11–3, 11–5, 11–8 | Laura Massaro  | Raneem El Weleily Nouran Gohar      | Omneya Abdel Kawy Amanda Sobhy Camille Serme Nicol David          |

### Janvier
| Tournoi | Date                        | Champion                                         | Finaliste           | Demi-finalistes                    | Quart de finalistes                                         |
| --- | --------------------------- | ------------------------------------------------ | ------------------- | ---------------------------------- | ----------------------------------------------------------- |
| Tournament of Champions New York, États-Unis Homme : World Series 150 000 $ - tableau Femme : World Series 150 000 $ - tableau | 7–14 janvier 2016           | Mohamed El Shorbagy 8–11, 11–6, 11–8, 6–11, 11–6 | Nick Matthew        | Grégory Gaultier Mathieu Castagnet | Omar Mosaad Simon Rösner Marwan El Shorbagy Borja Golán     |
| Tournament of Champions New York, États-Unis Homme : World Series 150 000 $ - tableau Femme : World Series 150 000 $ - tableau | 7–14 janvier 2016           | Nour El Sherbini 11–4, 9–11, 12–10, 11–8         | Amanda Sobhy        | Nicol David Nouran Gohar           | Laura Massaro Camille Serme Omneya Abdel Kawy Alison Waters |
| Granite Open Toronto, Canada Femme : International 25 25 000 $ - tableau                                                       | 19–22 janvier 2016          | Victoria Lust 11–6, 11–2, 11–4                   | Nicolette Fernandes | Dipika Pallikal Fiona Moverley     | Salma Hany Olivia Blatchford Samantha Terán Deon Saffery    |
| Motor City Open Détroit, États-Unis Homme : International 70 70 000 $ - tableau                                                | 22–25 janvier 2016          | Ali Farag 11–7, 5–11, 11–6, 11–7                 | Nick Matthew        | Mathieu Castagnet Borja Golán      | Mohamed El Shorbagy Ryan Cuskelly Chris Simpson Leo Au      |
| Cleveland Classic Cleveland, États-Unis Femme : International 50 50 000 $ - tableau                                            | 30 janvier – 2 février 2016 | Camille Serme 7–11, 11–6, 11–9, 11–5             | Alison Waters       | Amanda Sobhy Sarah-Jane Perry      | Annie Au Joshna Chinappa Dipika Pallikal Olivia Blatchford  |

### Février
| Tournoi | Date                     | Champion                                        | Finaliste        | Demi-finalistes                    | Quart de finalistes                                           |
| --- | ------------------------ | ----------------------------------------------- | ---------------- | ---------------------------------- | ------------------------------------------------------------- |
| Open de Suède Linköping, Suède Homme : International 70 70 000 $ - tableau                                            | 4–7 février 2016         | Karim Abdel Gawad 12–10, 8–11, 11–9, 3–11, 11–4 | Tarek Momen      | Simon Rösner Daryl Selby           | Max Lee Cameron Pilley Chris Simpson Lucas Serme              |
| Open de Colombie Carthagène des Indes, Colombie Homme : International 100 115 000 $ - tableau                         | 16–20 février 2016       | Mohamed El Shorbagy 11–9, 7–11, 11–3, 11–9      | Omar Mosaad      | Tarek Momen Marwan El Shorbagy     | Miguel Á. Rodríguez Cameron Pilley Saurav Ghosal Tom Richards |
| Windy City Open Chicago, États-Unis Homme : World Series 150 000 $ - tableau Femme : World Series 150 000 $ - tableau | 25 février - 2 mars 2016 | Mohamed El Shorbagy 11–6, 11–3, 2–0 rtd         | Nick Matthew     | Omar Mosaad Miguel Ángel Rodríguez | Simon Rösner Tarek Momen Mathieu Castagnet Marwan El Shorbagy |
| Windy City Open Chicago, États-Unis Homme : World Series 150 000 $ - tableau Femme : World Series 150 000 $ - tableau | 25 février - 2 mars 2016 | Raneem El Weleily 9–11, 11–6, 11–3, 11–6        | Nour El Sherbini | Laura Massaro Camille Serme        | Nicol David Omneya Abdel Kawy Amanda Sobhy Nouran Gohar       |

### Mars
| Tournoi | Date            | Champion                                      | Finaliste         | Demi-finalistes                    | Quart de finalistes                                            |
| --- | --------------- | --------------------------------------------- | ----------------- | ---------------------------------- | -------------------------------------------------------------- |
| Open de Montréal Montréal, Canada International 35 35 000 $                                                     | 3–6 mars 2016   | Ali Farag 3–11, 18–16, 9–11, 11–6, 11–7       | Karim Abdel Gawad | Tom Richards Grégoire Marche       | Leo Au Mohd Nafiizwan Adnan Yip Tsz Fung Todd Harrity          |
| Canary Wharf Squash Classic Londres, Angleterre Homme : International 70 70 000 $ - tableau                     | 7–11 mars 2016  | Mathieu Castagnet 6–11, 11–7, 11–8, 11–5      | Omar Mosaad       | Cameron Pilley Borja Golán         | Simon Rösner Fares Dessouky Daryl Selby James Willstrop        |
| Wimbledon Club Open Londres, Angleterre International 25 25 000 $ - tableau                                     | 15–18 mars 2016 | James Willstrop 11–8, 11–7, 8–11, 11–4        | Omar Abdel Meguid | Declan James Joshua Masters        | Joe Lee Charles Sharpes George Parker Matthew Hopkin           |
| British Open Hull, Angleterre Homme : World Series 150 000 $ - tableau Femme : World Series 130 000 $ - tableau | 21–27 mars 2016 | Mohamed El Shorbagy 11–2, 11–5, 11–9          | Ramy Ashour       | Grégory Gaultier Karim Abdel Gawad | Miguel Á. Rodríguez Simon Rösner Marwan El Shorbagy Ali Farag  |
| British Open Hull, Angleterre Homme : World Series 150 000 $ - tableau Femme : World Series 130 000 $ - tableau | 21–27 mars 2016 | Nour El Sherbini 11–7, 9–11, 7–11, 11–6, 11–8 | Nouran Gohar      | Nicol David Camille Serme          | Laura Massaro Raneem El Weleily Omneya Abdel Kawy Amanda Sobhy |

### Avril
| Tournoi                                                                          | Date             | Champion                                         | Finaliste        | Demi-finalistes                    | Quart de finalistes                                         |
| -------------------------------------------------------------------------------- | ---------------- | ------------------------------------------------ | ---------------- | ---------------------------------- | ----------------------------------------------------------- |
| Grasshopper Cup Zurich, Suisse Homme : International 70 70 000 $ - tableau       | 14–17 avril 2016 | Marwan El Shorbagy 6–11, 13–11, 11–9, 9–11, 11–6 | Grégory Gaultier | Simon Rösner Ali Farag             | Cameron Pilley Chris Simpson Grégoire Marche Nicolas Müller |
| El Gouna International El Gouna, Égypte Homme : World Series 150 000 $ - tableau | 24–29 avril 2016 | Mohamed El Shorbagy 7–11, 9–11, 11–3, 11–9, 11–8 | Grégory Gaultier | Miguel Á. Rodríguez Fares Dessouky | Omar Mosaad Simon Rösner Marwan El Shorbagy Ali Farag       |

### Mai
| Tournoi | Date           | Champion                                    | Finaliste          | Demi-finalistes                            | Quart de finalistes                                               |
| --- | -------------- | ------------------------------------------- | ------------------ | ------------------------------------------ | ----------------------------------------------------------------- |
| Open de Paris Paris, France Homme : International 25 25 000 $                                                                                       | 11–14 mai 2016 | Chris Simpson 11–8, 11–8, 11–4              | Declan James       | Nicolas Müller Paul Coll                   | Adrian Waller Alan Clyne Greg Lobban Lucas Serme                  |
| Houston Open Houston, États-Unis Homme : International 50 50 000 $ - tableau                                                                        | 12–15 mai 2016 | Marwan El Shorbagy 11–7, 9–11, 11–9, 11–3   | Mohamed Abouelghar | Ryan Cuskelly Mazen Hesham                 | Stephen Coppinger Grégoire Marche Zahed Mohamed Omar Abdel Meguid |
| Torneo Internacional PSA Sporta Guatemala City, Guatemala Homme : International 50 50 000 $ - tableau                                               | 18–21 mai 2016 | Borja Golán 11–8, 13–11, 11–4               | César Salazar      | Mazen Hesham Zahed Mohamed                 | Stephen Coppinger Omar Abdel Meguid Diego Elías Alfredo Ávila     |
| Hong Kong FC International Hong Kong, Chine Homme : International 25 25 000 $ Femme : International 25 25 000 $                                     | 25–28 mai 2016 | Mohd Nafiizwan Adnan 11–6, 11–9, 11–8       | Paul Coll          | Leo Au Ivan Yuen                           | Adrian Waller Mohamed Reda Rex Hedrick Mazen Gamal                |
| Hong Kong FC International Hong Kong, Chine Homme : International 25 25 000 $ Femme : International 25 25 000 $                                     | 25–28 mai 2016 | Joelle King 11–9, 11–9, 9–11, 11–8          | Joshna Chinappa    | Annie Au Donna Urquhart                    | Delia Arnold Jenny Duncalf Dipika Pallikal Rachael Grinham        |
| World Series Finals 2016 Dubaï, Émirats arabes unis Homme : World Series Finals 160 000 $ - tableau Femme : World Series Finals 160 000 $ - tableau | 24–28 mai 2016 | Grégory Gaultier 11–4, 11–5, 8–11, 11–6     | Cameron Pilley     | Mohamed El Shorbagy Miguel Ángel Rodríguez | Mathieu Castagnet Nick Matthew Omar Mosaad Simon Rösner           |
| World Series Finals 2016 Dubaï, Émirats arabes unis Homme : World Series Finals 160 000 $ - tableau Femme : World Series Finals 160 000 $ - tableau | 24–28 mai 2016 | Laura Massaro 9-11, 11–6, 5–11, 12–10, 11–5 | Raneem El Weleily  | Nicol David Nour El Sherbini               | Omneya Abdel Kawy Nouran Gohar Camille Serme Amanda Sobhy         |

## Classement mondial 2015
| Rang | 2015                   | 2015       | 2015      |
| ---- | ---------------------- | ---------- | --------- |
| 1    | Grégory Gaultier       | France     | 1 554,500 |
| 2    | Mohamed El Shorbagy    | Égypte     | 1 456,000 |
| 3    | Nick Matthew           | Angleterre | 1 278,000 |
| 4    | Omar Mosaad            | Égypte     | 783,500   |
| 5    | Miguel Ángel Rodríguez | Colombie   | 709,500   |
| 6    | Ramy Ashour            | Égypte     | 575,000   |
| 7    | Simon Rösner           | Allemagne  | 525,500   |
| 8    | Karim Abdel Gawad      | Égypte     | 489,500   |
| 9    | Mathieu Castagnet      | France     | 471,500   |
| 10   | Tarek Momen            | Égypte     | 460,500   |

| Rang | 2015              | 2015       | 2015      |
| ---- | ----------------- | ---------- | --------- |
| 1    | Raneem El Weleily | Égypte     | 2 831,765 |
| 2    | Laura Massaro     | Angleterre | 2 553,529 |
| 3    | Nicol David       | Malaisie   | 2 396,250 |
| 4    | Camille Serme     | France     | 1 784,375 |
| 5    | Omneya Abdel Kawy | Égypte     | 1 462,500 |
| 6    | Nour El Sherbini  | Égypte     | 1 430,000 |
| 7    | Nour El Tayeb     | Égypte     | 1 340,625 |
| 8    | Alison Waters     | Angleterre | 1 175,625 |
| 9    | Nouran Gohar      | Égypte     | 827,059   |
| 10   | Annie Au          | Hong Kong  | 815,789   |

## Retraites
Ci-dessous, la liste des joueurs et joueuses notables (gagnants un titre majeur ou ayant fait partie du top 30 pendant au moins un mois) ayant annoncé leur retraite du squash professionnel, devenus inactifs ou ayant été bannis durant la saison 2015:
- Amr Shabana, né le 20 juillet 1979 au Caire, rejoint le pro tour en 1995 et atteint le 1er rang mondial en avril 2006, rang qu'il tient durant 33 mois entre 2006 et 2008. Il gagne quatre titres de champion du monde en 2003, 2005, 2007 et 2009. L'Égyptien a aussi gagné 33 titres PSA World Tour dont quatre Open de Hong Kong en 2006, 2007, 2008 et 2009, deux titres de l'US Open, trois titres du Tournament of Champions à New York ou deux Qatar Classic en 2006 et 2007. Il se retire en septembre après plus de dix années passées dans le top 10 PSA[4].
- Madeline Perry, née le 11 février 1977 à Banbridge, rejoint le pro tour en 1998, atteignant le rang de 3e mondiale en avril 2011. Elle atteint la finale du British Open en 2009 face à Rachael Grinham et la finale du Qatar Classic en 2011 face à Nicol David. Elle gagne également 11 titres PSA World Tour dont l'Australian Open et le Irish Squash Open. Elle se retire en avril 2015 après une ultime compétition à l'Irish Squash Open à Dublin[5].
- Peter Barker, né le 26 septembre 1983 à Londres, rejoint le pro tour en 2002, atteignant le 5e rang mondial en 2012. Il remporte 16 titres PSA World Tour dont quatre titres de l'Open de Colombie en 2005, 2006, 2007 et 2013, l'Open de Kuala Lumpur en 2009 et l'Open de Malaisie en 2013. Il atteint les demi-finales du championnats du monde en 2010 et deux fois les demi-finales du prestigieux British Open en 2009 et 2012. Il se retire en décembre après une dernière compétition à l'Open de Hong Kong[6].
- Ong Beng Hee, né le 4 février 1980 à Penang, rejoint le pro tour en 1995, , atteignant le 5e rang mondial en 2001. Médaille d'or des jeux asiatiques en 2002 et 2006, il gagne 15 titres PSA World Tour dont trois Open de Malaisie en 2000, 2005 et 2008, le Kuala Lumpur Open en 2008, l'Open de Macao et l'Open de Suède. Il se retire en juillet après une dernière compétition au El Gouna International en Égypte[7].
- Laurens Jan Anjema, né le 1er décembre 1982 à La Haye, rejoint le pro tour en 1999, , atteignant le 9e rang mondial en décembre 2010. Il gagne 12 titres PSA World Tour. Il est champion des Pays-Bas à dix reprises entre 2006 et 2016. Il se retire en juin[8],[9].